# Pauza i półpauza
Pauza  i półpauza – dwa znaki typograficzne w postaci poziomych kresek usytuowanych w pobliżu średniej linii pisma lub nieco poniżej niej. Są graficzną prezentacją znaków pisarskich spełniających m.in. rolę myślnika lub separatora liczbowego.
Pauza jest kreską o długości firetu lub nieco mniejszej ( — ), natomiast półpauza jest kreską o długości połowy firetu lub nieco większej ( – ). Obydwa znaki mają w danym kroju pisma identyczną grubość. Znakiem podobnym do pauzy i półpauzy jest dywiz, najkrótszy ze znaków pisarskich w postaci kreski leżącej w okolicy linii środkowej pisma ( ‐ ). Spełnia on jednak odmienne funkcje, a jego kształt oraz położenie również mogą się różnić od obydwu wymienionych wcześniej znaków. Ostatnim ze znaków typograficznych w postaci poziomej kreski położonej w okolicy linii środkowej pisma jest symbol minusa – ten znak również ma własny wygląd i położenie ( − ), ale z kolei zgodne z innymi znakami matematycznymi.
Półpauza jest w polskiej typografii nowością, gdyż do połowy lat 70. XX w. nie była w ogóle stosowana. Jej pojawienie się związane jest z upowszechnieniem się w Polsce cyfrowych systemów składu tekstu, z którymi dotarły do Polski również elementy typografii anglosaskiej, szczególnie amerykańskiej, w której półpauza była znakiem stosowanym już od dawna.

## Wprowadzanie na komputerze
Na standardowej klawiaturze komputerowej nie ma znaków pauzy i półpauzy (jest tylko wspólny znak łącznika-minusa).

### Windows
W systemie Windows obydwa znaki, pauza i półpauza, dostępne są poprzez tablicę znaków (Menu Start/Programy/Akcesoria/Tablica znaków). Znaki te można także wprowadzać z klawiatury, posługując się tzw. Alt-kodami: Alt+0151 − pauza, Alt+0150 − półpauza (w przypadku ustawionej tzw. polskiej klawiatury programisty należy użyć lewego klawisza Alt, a kod znaku wprowadzać z klawiatury numerycznej). Microsoft udostępnia dodatkowe oprogramowanie PowerToys, którego składnikiem jest Keyboard Manager – narzędzie umożliwiające zmianę działania klawiszy oraz kombinacji klawiszy.
W edytorze Microsoft Word znaki te można wprowadzać poprzez skróty Ctrl+- (na klawiaturze numerycznej) – półpauza, i Alt+Ctrl+- (na klawiaturze numerycznej) – pauza.

### Mac
W systemie Mac OS z polskim układem klawiatury, znaki te można wprowadzać poprzez skróty Alt+- (półpauza) i Alt+⇧ Shift+- (pauza).

### Linux oraz środowiska oparte na KDE i GNOME
W systemach operacyjnych działających w środowiskach graficznych KDE i GNOME, takich jak np. Linux, wymienione znaki można wprowadzić z tablicy znaków lub wciskając klawisze Ctrl+⇧ Shift+U2014 (pauza) lub Ctrl+⇧ Shift+U2013 (półpauza). Można też użyć klawisza komponującego.
W Ubuntu od wersji 14.04 LTS półpauzę można uzyskać wciskając Alt+-, a pauzę Alt+⇧ Shift+-, podobnie jak w Mac OS-ie.

### TeX
W kodzie źródłowym TeXa nie należy stosować znaków pauzy, półpauzy, lub minusa bezpośrednio. Pojedynczy minus zostanie zamieniony na znak minusa, lub łącznika w zależności od kontekstu. Podwójny znak minusa -- zostanie skompilowany na półpauzę, a potrójny --- na pauzę. TeX nie dodaje automatycznie spacji przed i po pauzie.

### HTML
W kodzie HTML można użyć następujących odwołań znakowych:
| Nazwa           | Znak | Unicode | alt-kod    | Kod HTML                         | Nazwa unikodowa |
| --------------- | ---- | ------- | ---------- | -------------------------------- | --------------- |
| Łącznik (dywiz) | ‐    | U+2010  |            | &#x2010; lub &#8208;             | HYPHEN          |
| Łącznik-minus   | -    | U+002D  | alt + 45   | &#x2D; lub &#45;                 | HYPHEN-MINUS    |
| Minus           | −    | U+2212  |            | &minus; lub &#x2212; lub &#8722; | MINUS SIGN      |
| Półpauza        | –    | U+2013  | alt + 0150 | &ndash; lub &#x2013; lub &#8211; | EN DASH         |
| Pauza           | —    | U+2014  | alt + 0151 | &mdash; lub &#x2014; lub &#8212; | EM DASH         |

Zestawienie znaków w postaci kresek, w kolejności jak w powyższej tabeli:
| ‐ - − – — |

## Zastosowanie
Zastosowanie pauzy i półpauzy jest jedną z zasad polskiej pisowni. Zazwyczaj wydawnictwa mają własne wewnętrzne normy dotyczące typografii (nie tylko użycia omawianych znaków) i stosują je konsekwentnie w całej swojej działalności wydawniczej.
Pauza i półpauza są znakami międzywyrażeniowymi. W takim przypadku w języku polskim są otoczone z obu stron spacjami (niewielkimi w przypadku półpauzy, pełnymi w przypadku pauzy) albo, mówiąc prościej, znaki te nie powinny dotykać sąsiadujących z nimi liter (w tych przypadkach stosowany jest dywiz).
Pauzę stosuje się przy oznaczaniu zakresów (np. „pociąg Gdańsk — Warszawa”, „w latach 1989 — 2001”), w funkcji myślnika, np. dla wyodrębnienia danego tekstu (np. „Mówicie — jak na nasze warunki — zbyt ogólnikowo.”), w tekstach dialogowych (np. „— Jak chcecie to zrobić? — zapytał.”).
W tym ostatnim przypadku każda wypowiedź rozpoczynana jest pauzą, po której wyjątkowo zamiast zwykłej spacji używa się odstępu o stałej długości, tj. niepodlegającego rozciąganiu w przypadku tekstu wyjustowanego (wyrównanego jednocześnie do prawego i lewego marginesu łamu).
Ostatnio, w ramach tendencji do zwężania składu i pod wpływem interpunkcji anglosaskiej, dominuje praktyka zastępowania pauzy półpauzą w większości pozycji, a stosowanie pełnej pauzy zwykle ogranicza się do dialogów. Normatywny status tego zjawiska nie został jednak na gruncie typografii polskiej ostatecznie uregulowany.
W przypadku zestawień liczbowych, zgodnie z zasadami interpunkcji należy stosować pauzę, jednak w druku dopuszczone jest, aby liczby arabskie oznaczające przedział „od — do” rozdzielać półpauzą bez odstępów po bokach, np. 1900–2000. Wyjątek odnoszący się do liczb arabskich jest powszechnie stosowany również dla liczb rzymskich (np. „X–XII w.”) i dla oznaczenia zakresów przestrzennych (np. „rajd Paryż–Dakar”). Dla zwiększenia precyzji wypowiedzi, w przypadku odwoływania się do jednej wartości z określonego zakresu, warto rozważyć zastąpienie kreski separującej określeniem słownym.
Pauzy i półpauzy nie powinno się stosować wewnątrz wyrazów, w złożeniach wielowyrazowych lub jako oznaczenia końcówek wyrazów. Szczególnie powinno się unikać obu dłuższych kresek w pisowni wyrazów urwanych, gdy celowo pisze się je w formie skróconej dla zaoszczędzenia miejsca, np. w wyrażeniu „dwu-, trzy- lub czteroliterowy”. Natomiast dopuszczalne jest stosowanie półpauzy (ale już nie pełnej pauzy), gdy taka kreska ma wyraźnie symbolizować określony element wyrazu, np. końcówkę gramatyczną. Obie dłuższe kreski stosuje się natomiast, gdy symbolizują one dłuższe elementy, co wydaje się logiczne, np. urwanie lub pominięcie całego słowa lub fragmentu zdania.